# Pseudomyrmex acanthobius
Pseudomyrmex acanthobius es una especie de hormiga del género Pseudomyrmex, subfamilia Pseudomyrmecinae. Fue descrita por Emery en 1896.
De distribución neotropical.